# Deluxe EP
Deluxe EP è il quarto EP della cantante inglese Duffy, pubblicato il 3 febbraio 2009 dall'etichetta Mercury Records.

## Tracce
1. Mercy (The Roots remix) – 3:50 (testo: Duffy, Steve Booker)
2. Rain on Your Parade – 3:27 (testo: Duffy, Booker)
3. Fool for You – 3:45 (testo: Duffy, Bernard Butler)
4. Stop – 4:08 (testo: Duffy, Booker)
5. Please Stay – 3:27 (testo: Burt Bacharach)
6. Breaking My Own Heart – 3:56 (testo: Duffy, Booker)
7. Enough Love – 3:16 (testo: Richard J. Parfitt, Owen Powell)